# Kościół bł. Bolesławy Lament w Białymstoku
Kościół błogosławionej Bolesławy Lament w Białymstoku – rzymskokatolicki kościół parafialny należący do parafii pod tym samym wezwaniem (dekanat Białystok - Starosielce archidiecezji białostockiej).
Projekt świątyni został wyłoniony w wyniku ogłoszonego w 2004 roku ogólnopolskiego konkursu. Budowa kościoła według projektu inżyniera architekta Arkadiusza Koca i inżynier architekt Iwony Toczydłowskiej została rozpoczęta w 2005 roku. W dniu 18 maja 2008 roku arcybiskup Edward Ozorowski pod nowo budowaną świątynię poświęcił i wmurował kamień węgielny. Jest to budowla w stylu romańskim z wolno stojącą wieżą, odznaczająca się skromnością i surowością form. Nad ołtarzem głównym znajduje się krzyż św. Franciszka – większy od oryginału z wkomponowanymi akcentami parafialnymi i diecezjalnymi: są tam umieszczone wizerunki: bł. Bolesławy Lament, św. Jerzego – patrona archidiecezji i bł. Michała Sopoćki. Krzyż i obrazy ozdabiające wnętrze świątyni: Matki Boskiej Ostrobramskiej, Jezusa Miłosiernego i bł. Bolesławy Lament wykonane zostały przez Annę Konikowską. Nadal trwają prace wykończeniowe wewnątrz kościoła.